# Andrés Crespo
Andrés Crespo Arosemena es un actor, director de cine, escritor y locutor ecuatoriano. Es conocido por tener varios papeles en diversas películas ecuatorianas, siendo Pescador, película de Sebastián Cordero, la que llegó a darle mayor reconocimiento, ganando como mejor actor en festivales internacionales con su personaje de Blanquito. Actualmente es parte de la película Sin muertos no hay carnaval, la cual él escribió y es dirigida por Cordero.

## Biografía
Su padre es Andrés Crespo Reinberg. Crespo estudió leyes en la Universidad de Guayaquil durante dos semestres. Después de retirarse de la universidad, a sus 19 años, se dedicó al surf.
En 1998 realizó un cortometraje llamado Niño Danny. En 2000 realizó un documental de 14 minutos llamado Sonnya y con el cual obtuvo un premio en el Festival de Octaedro, en Quito. Luego realizó un cortometraje titulado Filo de tocador, el cual presentó en el Festival Internacional de Cine de Cuenca.

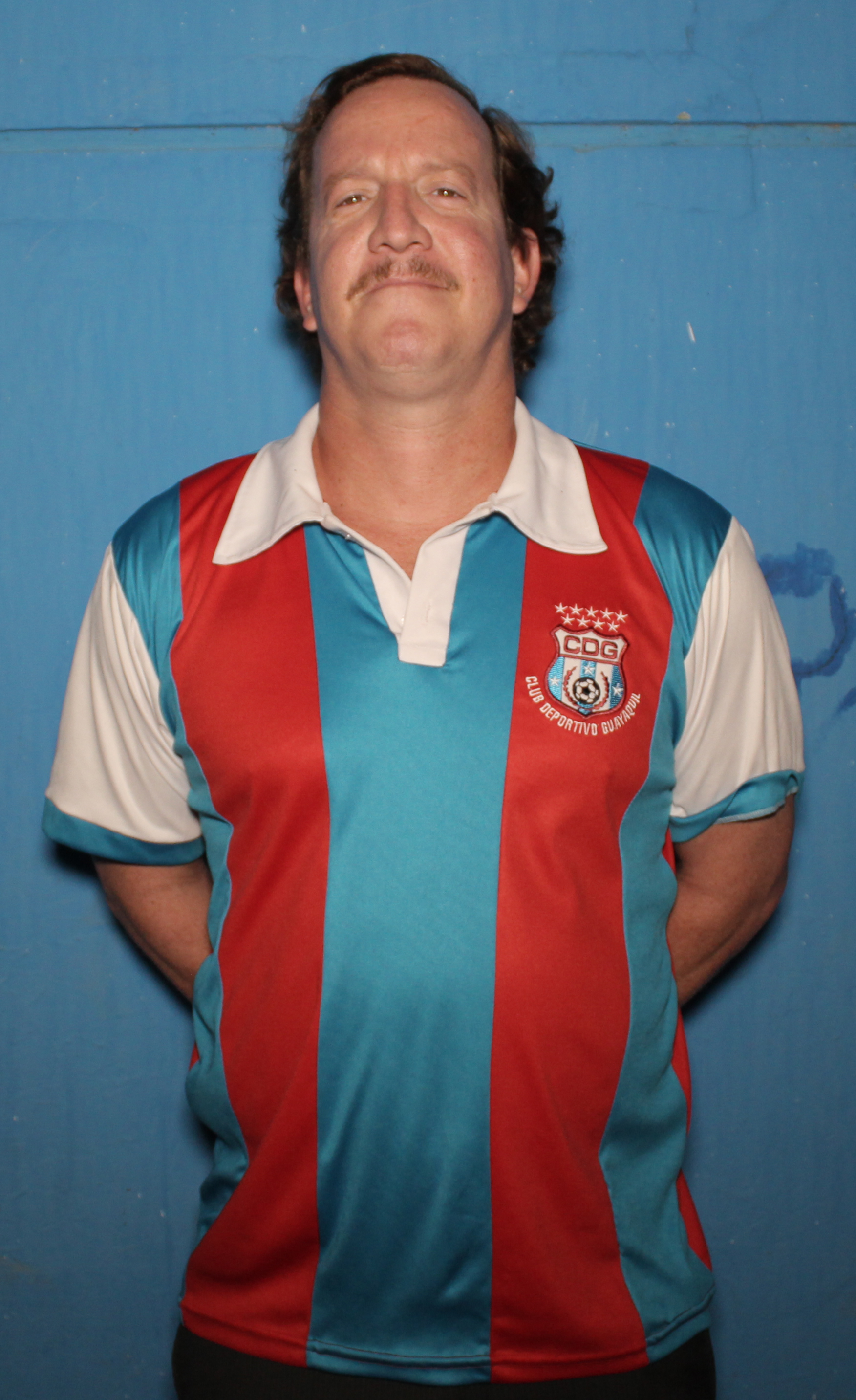
Andrés Crespo como el abogado Terán para la película Sin muertos no hay carnaval.

En 2004 actuó como preso en la película Crónicas. Tuvo el papel de Ángel en la película de 2009, Prometeo deportado. En 2010 realizó un documental titulado Más Allá Del Mall. En 2011 interpretó el papel del Juez Neira en la película Sin otoño, sin primavera, también tuvo un papel protagónico en la película de Sebastián Cordero, Pescador, como Blanquito. Manejó la posproducción de la película Mejor no hablar de ciertas cosas e interpretó a Lagarto. También manejó la posproducción de la película Tres en 2012 e interpretó al papá de Juan.
Escribió el guion de la película Sin muertos no hay carnaval, la cual es dirigida por Sebastián Cordero, e inició su rodaje en 2015. Allí interpreta a Terán.
Desde septiembre de 2023, forma parte del pódcast Suerte Cruzada, producido por Hi NoiZ Studio, para YouTube y transmitido por Ecuador TV, junto a Rafael Lecaro Manrique, más conocido como Genio Demente, donde realizan entrevistas temáticas a personajes de la televisión y las redes sociales.

## Filmografía
- Crónicas (2004)
- Prometeo Deportado (2010)
- Pescador (2011)
- Sin Otoño, Sin Primavera (2012)
- Mejor no hablar de ciertas cosas (2013)
- Secretos (2013-2014)
- Ochenta y siete (película) (2014)
- Instantánea (película) (2016)
- Sin muertos no hay carnaval (2016) como Lisandro Terán
- Enchufe.tv: Las Amigas de Camilo con Blanquito (aparición especial)
- Narcos (2017) como Carlo Córdova
- Cuatro Cuartos (2017) como Chamaco
- Falsa Identidad (2018) T1: E46 «Joselito va por Circe» como El Doctor Gutiérrez
- Frontera verde (2019) como Efraín Márquez
- El rezador (2022) como Antanacio[5]
- MasterChef Celebrity Ecuador (2023)[6]
- Suerte Cruzada (2023-presente)[4]